# Ephesia sakaii
Ephesia sakaii är en fjärilsart som beskrevs av Kishida 1981. Ephesia sakaii ingår i släktet Ephesia och familjen nattflyn. Inga underarter finns listade i Catalogue of Life.